# John Robertson (futbolista escocés)
John Neilson Robertson (n. Uddingston, South Lanarkshire, Escocia, 20 de enero de 1953) es un exfutbolista y actual entrenador escocés, que jugaba de delantero. Es plenamente identificado con el Nottingham Forest de Inglaterra, equipo donde militó en 2 ciclos diferentes y con el cual, ganó 2 ediciones de la UEFA Champions League. Además, pese a que nació en Escocia, el delantero realizó toda su carrera futbolística en Inglaterra, donde jugó solo en 2 clubes de ese país.

## Selección nacional
Con la Selección de fútbol de Escocia, disputó 28 partidos internacionales y anotó solo 8 goles. Incluso participó con la selección escocesa, en 2 ediciones de la Copa Mundial. La primera fue en la edición de Argentina 1978 y la segunda fue en España 1982. donde su selección quedó eliminado en la primera fase de ambos mundiales.

### Participaciones en Copas del Mundo
| Mundial                        | Sede      | Resultado    |
| ------------------------------ | --------- | ------------ |
| Copa Mundial de Fútbol de 1978 | Argentina | Primera Fase |
| Copa Mundial de Fútbol de 1982 | España    | Primera Fase |

## Clubes
| Club              | País       | Año         |
| ----------------- | ---------- | ----------- |
| Nottingham Forest | Inglaterra | 1970 - 1983 |
| Derby County      | Inglaterra | 1983 - 1985 |
| Nottingham Forest | Inglaterra | 1985 - 1986 |